# Michael Capobianco
Michael Victor Capobianco (12 de novembro de 1950) é um escritor estadunidense de ficção científica.

## História
Mais conhecido pelos romances que escreveu em colaboração com William Barton, muitas de suas obras lidam com temas tais como a Guerra Fria, viagem espacial e space opera. Capobianco parece estar interessado basicamente em indivíduos deprimidos, solipsistas, em cenários ameaçadores, mas aventurosos.
Foi presidente do Science Fiction and Fantasy Writers of America (SFWA) entre 1996-1998 e foi indicado para o SFWA Award em 2004. Foi novamente eleito para a presidência do SFWA no período 20007-2009.

## Obras
- White Light com William Barton; Outubro de 1998. ISBN 0-380-79516-7
- Alpha Centauri com William Barton; Julho de 1997. ISBN 0-380-79282-6
- Fellow Traveler com William Barton; Julho de 1991. ISBN 0-553-29115-7
- Iris com William Barton; Fevereiro de 1990. ISBN 0-385-26727-4
- Burster; Julho de 1990. ISBN 0-553-28543-2